# Tsongkhapa
Tsongkhapa , literalment «l'home de Tsongkha» o més col·loquialment «l'home de la vall de les cebes», conegut també pel seu nom d'ordenació Lobsang Drakpa (blo bzang grags pa), o com a Je Rinpoche (rje rin po che) (Kumbum, 21 novembre de 1357 – Ganden, 1419) va ser un erudit i mestre del budisme tibetà, iniciador de l'escola Gelug.
Es considera que fou una reencarnació del bodhisattva Manjusri, anunciada per Siddharta Gautama en un vers del seu escrit Jam dpal rtsa rgyud. Va rebre formació a les millors escoles —monestirs— els coneixements adients per a ser Mestre de totes les tradicions del budisme tibetà. La seva principal font d'inspiració va ser la tradició Kadampa, l'herència d'Atiśa.
Sobre la base de l'ensenyament de Tsongkhapa i els seus dos tractats principals, el Lamrim Chenmo (Wylie: lam rim chen mo) i Ngakrim Chenmo (Wylie: sngags rim chen mo), les dues característiques distintives de la tradició Gelug són: la unió de Sutra i Tantra, i l'èmfasi de Vinaya —la clau moral de la disciplina.